# Enorbel Márquez-Ramirez

Enorbel Márquez-Ramírez (2013)

Enorbel „Norbert“ Márquez-Ramirez (* 11. Dezember 1974 in Palma Soriano, Santiago de Cuba) ist ein deutscher Baseballspieler und -trainer mit kubanischen Wurzeln. 2006 wurde er Deutscher Meister mit den Solingen Alligators und von 2019 bis 2021 mit den Heidenheim Heideköpfen. Im Rahmen der Siegerehrung erhielt er den MVP-Award für die Finalserie.

## Vereine
Bevor Enorbel Márquez-Ramirez nach Solingen wechselte, spielte er in Kuba für seinen Heimatort in San Luis.
Später gelang ihm der Aufstieg und er ging zu Santiago de Cuba. Im Jahre 2004 erfolgte sein Wechsel nach Deutschland.
Von 2010 an spielte Enorbel Márquez-Ramírez in der italienischen Profi-Liga bei „Rimini Baseball Club“, bis er Anfang 2015 wieder zurück zu den Solingen Alligators wechselte. 2016–2017 war Enorbel Márquez-Ramirez Pitcher und Trainer der Berlin Flamingos. Nach Zwischenstationen bei Telemarket Rimini (Italien, 2018) und den Heidenheim Heideköpfen (2019–2021) kehrte er 2022 zu den Berlin Flamingos zurück.

## Nationalmannschaft
Enorbel Márquez-Ramirez ist ein fester Bestandteil der deutschen Nationalmannschaft.

## Sonstiges
Enorbel Márquez ist 1,90 m groß und wiegt 95 kg. Er hat die Rückennummer 35.
Am 25. Mai 2008 warf Márquez im Spiel gegen die Bonn Capitals das erste Perfect Game über 9 Innings in der Geschichte der Baseball-Bundesliga. Dabei machte er 15 der 27 Aus per Strikeout, Catcher war Kai Gronauer.